# Van Canto
Van Canto je německá metalová hudební skupina založená v roce 2006.

## Hudební styl
Krátce po založení skupina vydala své první album A Storm to Come. Inga Scharf,[zdroj?] zakládající členka skupiny, se rozhodla hrát bez hudebních nástrojů jako jsou kytary, klávesy a tyto nástroje napodobovat pouze hlasy. Ke skupině se přidal pouze bubeník a poskytl jí dodatečnou tvrdost. Hudební skupina vynikla tím, že se pustila do heavy metalu, v němž je tento způsob produkce hudby neobvyklý. Na dalších albech Hero, Tribe of Force a Break the Silence si vybrali skladby od heavymetalových hudebních legend Deep Purple, Blind Guardian, Manowar, Iron Maiden, Black Sabbath, Nightwish, Sabaton a Metallica. Poté vydala concept album 'Voices of Fire' vytvořené ve spolupráci se spisovatelem Christoph Hardebusch, se kterým společně sepsali stejnojmenný román obsahující texty písní z tohoto alba.

## Členové skupiny
- Bastian Emig – bicí
- Ross Thompson – zpěv
- Inga Scharf – zpěv
- Ingo Sterzinger – zpěv
- Stefan Schmidt – zpěv
- Dennis Schunke – zpěv

## Diskografie
- A Storm to Come (2006)
- Hero (2008)
- Tribe of Force (2010)
- Break the Silence (2011)
- Dawn of the Brave (2014)
- Voices of Fire (2016)
- Trust in Rust (2018)